# Une fleur
Une fleur (Cvijet) je akt hrvatskoga slikara Vlaha Bukovca. 
Ova simbolistička slika u pastelno plavim i blijedo svježim tonovima, prikazuje golu ženu u cvijeću s dvama zamotuljcima ružinih pupoljaka. Djevojka je alegorija cvijeća i označava naslov slike i sa svim popratnim značenjima rascvjetalosti i seksualnoga buđenja.
Slika se trenutno nalazi u privatnoj zbirci nakon što je prodana na dražbi u londonskoj Bonhams dražbenoj kući za 100.800 £ nepoznatom kolekcionaru.
Ova je dijelom nedovršena slika najvjerojatnije jedna od nedovršenih inačica slike Cvijet iz razdoblja Bukovčeva boravka u Parizu između 1877. i 1892. godine. O ovoj slici Vera Kružić Uchytil u svojoj monografiji o Bukovcu tvrdi da je izgubljeni rad iz 1887. naziva Une fleur, koja bi po opisu odgovarala novopronađenoj slici iz New Yorka.